# Rainer Hersch
Rainer Hersch, född 7 november 1962, är en brittisk dirigent och komiker som blivit känd för sina komiska framföranden av klassisk musik.